# 埼玉県高等学校の廃校一覧
埼玉県高等学校の廃校一覧（さいたまけんこうとうがっこうのはいこういちらん）とは、埼玉県の廃校となった高等学校の一覧。対象となるのは学制改革（1948年）以降に廃校となった高等学校と分校である。名称は廃校当時のもの。廃校時に属していた自治体が合併により消滅している場合は現行の自治体に含める。また、現在休校中の学校は公式には存続していることとなっているが、休校中の学校は事実上廃校となっている場合が多いため、便宜上本項に記載する。
小学校や中学校と異なり、生徒が在学中に在籍校が変更となることはほとんどなく、新設校が開校する年と旧校が閉校となる年は異なることが多い。また、統合した場合でも片方の高等学校が旧校の生徒が卒業するまで存続扱いとなる場合もある。

## さいたま市
- 浦和市立高等学校〈初代〉（1950年浦和市立女子高と統合し浦和市立高等学校〈2代目、2001年さいたま市立浦和高等学校へ改称〉へ）[1]
- 浦和市立女子高等学校（1950年浦和市立高〈初代〉と統合し浦和市立高〈2代目〉へ）[1]
- 埼玉高等学校→都北学院高等学校→浦和市立都北高等学校（1957年浦和市立高へ統合）[1]
- 農民講道館農業高等学校（1962年廃校）
- さいたま市立大宮西高等学校（2019年さいたま市立大宮国際中等教育学校へ移行）[2]

## 川口市
- 川口市立川口総合高等学校（2018年統合により川口市立高等学校へ）[3]
- 川口市立川口高等学校（同上）[3]
- 川口市立県陽高等学校（同上）[3]

## 熊谷市
- 熊谷市立女子高等学校〈初代〉（1950年埼玉県立熊谷女子高等学校へ統合）[4]
- 熊谷市立女子高等学校〈2代目〉（1963年開校、2008年閉校[5]、熊谷市スポーツ・文化村くまぴあとして再活用）

## 行田市
- 埼玉県立行田高等学校〈初代〉（1967年行田商業高→行田高〈2代目〉→行田進修館高と行田工業高へ分割）[6]
- 埼玉県立行田進修館高等学校（2005年統合により埼玉県立進修館高等学校となり[6]、総合系コース校舎として継承）
- 埼玉県立行田工業高等学校（同上[6]、新校の工業系コース校舎として継承）
- 埼玉県立行田女子高等学校（同上[6]、新校では継承せず、埼玉県立総合教育センターとして再活用）

## 深谷市
- 埼玉県立川本高等学校[7]（2010年寄居町の寄居高と統合し埼玉県立寄居城北高等学校となり閉校）

## 吉川市
- 埼玉県立吉川高等学校（2013年草加市の埼玉県立草加高等学校の定時制と統合し埼玉県立吉川美南高等学校へ）[8]

## 秩父市
- 〈私立〉秩父女子高等学校
- 埼玉県立秩父女子高等学校（1950年埼玉県立秩父高等学校へ統合）[注釈 1]
- 埼玉県立秩父農工高等学校荒川分校（1969年）[9]
- 埼玉県立秩父農工高等学校（2005年秩父東高と統合し埼玉県立秩父農工科学高等学校へ）[9]
- 埼玉県立秩父東高等学校（2005年秩父農工高と統合し秩父農工科学高へ）[9]

## 本庄市
- 埼玉県本庄女子高等学校（1950年埼玉県立本庄高等学校へ統合）[10]
- 埼玉県立本庄北高等学校（2013年本庄高へ統合）[10]
- 埼玉県立児玉高等学校〈旧〉（2023年児玉白楊高と統合し埼玉県立児玉高等学校〈新〉へ）[11]
- 埼玉県立児玉白楊高等学校（2023年児玉高〈旧〉と統合し児玉高〈新〉へ）[11]

## 川越市
- 日清紡川越工場定時制高等学校（後に望星高等学校と称する。廃校年次不明。日清紡川越事業所は2009年閉鎖）

## ふじみ野市
- 埼玉県立大井高等学校（2013年福岡高と統合し埼玉県立ふじみ野高等学校へ）[12]
- 埼玉県立福岡高等学校（2013年大井高と統合しふじみ野高へ）[12]

## 所沢市
- 埼玉県立所沢東高等学校（2008年新座市の新座北高と統合し埼玉県立新座柳瀬高等学校となり閉校）[13]
- 正明高等学校（1950年東京都小金井市の紅陵高等学校と統合し紅陵大学正明高等学校となり武蔵村山市へ移転、1961年拓殖大学第一高等学校へ改称）[14]

## 飯能市
- 埼玉県立飯能高等学校〈旧〉（2023年飯能南高と統合し埼玉県立飯能高等学校〈新〉へ）[11]
- 埼玉県立飯能南高等学校（2023年飯能高〈旧〉と統合し飯能高〈新〉へ）[11]

## 狭山市
- 埼玉県立川越高等学校入間川分校（1961年廃校）[15]
- 埼玉県立狭山高等学校（2008年狭山高校・埼玉県立川越高等学校定時制・埼玉県立豊岡高等学校定時制の統合により埼玉県立狭山緑陽高等学校へ）[16]

## 入間市
- 埼玉県立入間高等学校（2013年埼玉県立豊岡高等学校へ統合し閉校）[17]

## 羽生市
- 埼玉県立不動岡誠和高等学校（2008年騎西町〈現：加須市〉の騎西高と統合し埼玉県立誠和福祉高等学校へ）[18]

## 上尾市
- 埼玉県立上尾沼南高等学校（2008年上尾東高と統合し埼玉県立上尾鷹の台高等学校へ）[19]
- 埼玉県立上尾東高等学校（2008年上尾沼南高と統合し上尾鷹の台高へ）[19]

## 鴻巣市
- 埼玉県立吹上高等学校（2010年埼玉県立鴻巣高等学校定時制、埼玉県立熊谷女子高等学校定時制、埼玉県立深谷商業高等学校定時制の統合により埼玉県立吹上秋桜高等学校へ）[注釈 2]

## 草加市
- 上野学園草加高等学校（設置者は学校法人上野学園。1961年開校、1975年閉校。上野学園高等学校へ統合された。詳細は上野学園中学校・高等学校#上野学園草加高等学校を参照）[注釈 3]

## 戸田市
- 埼玉県立戸田高等学校（2005年戸田高校・埼玉県立浦和商業高等学校定時制・埼玉県立与野高等学校定時制・埼玉県立蕨高等学校定時制の統合により埼玉県立戸田翔陽高等学校へ）[注釈 4]

## 新座市
- 埼玉県立新座北高等学校（2008年所沢東高と統合し新座柳瀬高へ）[13]

## 幸手市
- 埼玉県立幸手商業高等学校（2013年幸手高と統合し埼玉県立幸手桜高等学校へ）[20]
- 埼玉県立幸手高等学校（2013年幸手商業高と統合し幸手桜高へ）[20]

## 鶴ヶ島市
- 埼玉県立鶴ヶ島高等学校（2008年毛呂山町の毛呂山高と統合し埼玉県立鶴ヶ島清風高等学校へ）[21]

## 加須市
- 埼玉県立不動岡高等学校騎西分校（1987年）[22]
- 埼玉県立騎西高等学校（2008年羽生市の不動岡誠和高と統合し誠和福祉高へ）[18]
- 埼玉県立北川辺高等学校（2010年久喜市の栗橋高と統合し埼玉県立栗橋北彩高等学校となり閉校）[23]

## 蓮田市
- 埼玉県立蓮田高等学校（2010年久喜市の菖蒲高と統合し埼玉県立蓮田松韻高等学校へ）[24]

## 久喜市
- 埼玉県立菖蒲高等学校（2010年蓮田市の蓮田高と統合し蓮田松韻高となり閉校）[24]
- 埼玉県立栗橋高等学校（2010年加須市の北川辺高と統合し栗橋北彩高へ）[23]

## 入間郡

### 毛呂山町
- 埼玉県立毛呂山高等学校（2008年鶴ヶ島市の鶴ヶ島高と統合し鶴ヶ島清風高となり閉校）[21]

## 比企郡

### 滑川町
- 埼玉県立滑川高等学校（2005年吉見町の吉見高と統合し埼玉県立滑川総合高等学校へ）[25]

### 吉見町
- 埼玉県立吉見高等学校（2005年滑川町の滑川高と統合し滑川総合高となり閉校[25]。施設は2014年に埼玉県衛生研究所として再活用）

### ときがわ町
- 埼玉県立玉川工業高等学校（2013年廃校）[注釈 5]

## 大里郡

### 寄居町
- 埼玉県立寄居高等学校[7]（2010年深谷市の川本高と統合し寄居城北高へ）

## 秩父郡

### 東秩父村
- 埼玉県立小川高等学校東秩父分校（1983年廃校）[27]